# رياح (رياح)
رياح هي إحدى مشيخات المملكة المغربية، تتبع جغرافيا لإقليم برشيد وإداريًا لرياح. يقدر عدد سكانها بـ 7562 نسمة حسب الإحصاء الرسمي للسكان والسكنى لسنة 2004.